# Una strada verso il domani - Ku'damm 56
Una strada verso il domani - Ku'damm 56 (Ku'damm 56) è una miniserie televisiva tedesca trasmessa dal 20 al 23 marzo 2016 sul canale ZDF.
La trilogia televisiva ruota attorno alla generazione di giovani degli anni 50 nel periodo tra la fine della Seconda Guerra Mondiale e il Wirtschaftswunder tedesco, narrando la storia di una madre conservatrice e delle sue tre figlie in età da matrimonio: ambientata in una scuola di ballo a conduzione familiare, la miniserie si occupa del desiderio dei valori femminili e delle prime esperienze sessuali delle giovani donne.
La versione doppiata in italiano è stata trasmessa su Rai 3 dall'11 al 19 agosto 2017.

## Trama
Berlino, 1956. Caterina Schöllack è la titolare di una scuola di ballo. Il suo obiettivo è quello di dare alle sue tre figlie la migliore opportunità possibile, vale a dire di assicurarsi che abbiano un bravo marito, ma fino ad allora tiene le giovani donne in un guinzaglio stretto. Le tre sorelle stanno facendo del loro meglio per rispettare le aspettative della loro madre: Helga si sposa con l'avvocato Wolfgang von Boost, l'infermiera Eva ha pianificato ogni dettaglio del suo futuro, compreso il suo progetto di sposare il suo capo, il professor Fassbender. Solo Monika trova il coraggio di ribellarsi per cercare di trovare la propria strada nella vita, attraverso il rock and roll.

## Puntate
| nº | Titolo originale            | Titolo italiano       | Prima TV Germania | Prima TV Italia |
| -- | --------------------------- | --------------------- | ----------------- | --------------- |
| 1  | Lieben – aber wie?          | Una strana ragazza    | 20 marzo 2016     | 11 agosto 2017  |
| 2  | Schatten der Vergangenheit? | Tre sorelle           | 21 marzo 2016     | 18 agosto 2017  |
| 3  | It’s Alright                | Ci sarà un lieto fine | 23 marzo 2016     | 19 agosto 2017  |